# ناصر سجادی
ناصر سجادی (زاده ۱۵ فروردین ۱۳۳۳ مسجدسلیمان) مدیر اجرایی ایرانی است، که پیش‌تر بعنوان مدیرعامل شرکت ملی پخش فراورده‌های نفتی ایران و عضو هیئت مدیره شرکت ملی پالایش و پخش فراورده‌های نفتی ایران فعالیت می‌کرد.
وی دانش‌آموخته کارشناسی ارشد مدیریت دولتی از دانشگاه صنعت نفت است و فعالیت شغلی خود را از سال ۱۳۶۶ در شرکت پالایش و پخش آغاز کرد. وی تاکنون در مناصبی چون مدیر تأمین و توزیع، مدیر برنامه‌ریزی و معاون مدیرعامل شرکت ملی پخش فراورده‌های نفتی ایران، همچنین مدیر سامانه هوشمند سوخت فعالیت داشته است و پیش‌تر قائم‌مقام مدیرعامل شرکت ملی پخش فراورده‌های نفتی ایران بود.